# Amalda fuscolingua
Amalda fuscolingua is een slakkensoort uit de familie van de Olividae. De wetenschappelijke naam van de soort is voor het eerst geldig gepubliceerd in 1988 door Kilburn & Bouchet.